# Zingent
Zingent ist ein Weiler der Ortsgemeinde Daleiden im Eifelkreis Bitburg-Prüm in Rheinland-Pfalz.

## Geographische Lage
Zingent liegt rund 1,5 km südwestlich des Hauptortes Daleiden auf einer Hochebene. Der Weiler ist von zahlreichen landwirtschaftlichen Nutzflächen sowie einem Waldgebiet im Westen umgeben. Südlich von Zingent fließt der Heimbach. Im Osten grenzt Zingent an den Weiler Vor der Höh.

## Geschichte
Zur genauen Entstehungsgeschichte des Weilers liegen keine Angaben vor.
Die Ansiedlung ist vornehmlich industriell geprägt und aus einem Wohnplatz hervorgegangen. Seitdem ist der Weiler kaum noch angewachsen. Heute besteht Zingent aus drei Wohnhäusern und den Industriegebäuden.

## Kultur und Sehenswürdigkeiten

### Bunkeranlage
Nördlich von Zingent befindet sich ein Bunker, der Teil des ehemaligen Westwalls war.

### Naherholung
In Zingent beginnt unter anderem die Runde von Daleiden. Hierbei handelt es sich um einen Rundwanderweg mit einer Länge von rund 6,8 km. Die Strecke führt von Zingent nach Daleiden bis zur Steinkaulsmühle (Wohnplatz von Dahnen) und zurück. Highlights am Weg sind das Tal des Mühlbaches und die naturbelassene Landschaft.
Eine weitere Wanderung von 6,5 km mit ähnlicher Strecke führt zudem zur Kriegsgräberstätte Daleiden.

## Wirtschaft und Infrastruktur

### Unternehmen
In Zingent sind ein Natursteinhandel sowie ein landwirtschaftlicher Nutzbetrieb ansässig.

### Verkehr
Es existiert eine regelmäßige Busverbindung.
Zingent ist zum Teil durch eine Gemeindestraße und zum Teil durch die Bundesstraße 410 von Daleiden in Richtung Dasburg erschlossen.